# Rio Desquite
Rio Desquite är ett vattendrag i Brasilien.   Det ligger i delstaten Santa Catarina, i den södra delen av landet, 1 300 km söder om huvudstaden Brasília.
I omgivningarna runt Rio Desquite växer i huvudsak städsegrön lövskog. Runt Rio Desquite är det glesbefolkat, med 13 invånare per kvadratkilometer.